# Aliseo (figlio di Icario)
Aliseo (in greco antico: Ἀλυζεύς?; ... – ...) era figlio di Icario di Sparta e Policasta e fratello di Penelope e Leucadio.
Dopo la morte del padre, regnò, assieme al fratello, sull'Acarnania e si dice avesse fondato la città di Alizia.